# St. Pankratius (Vorhelm)

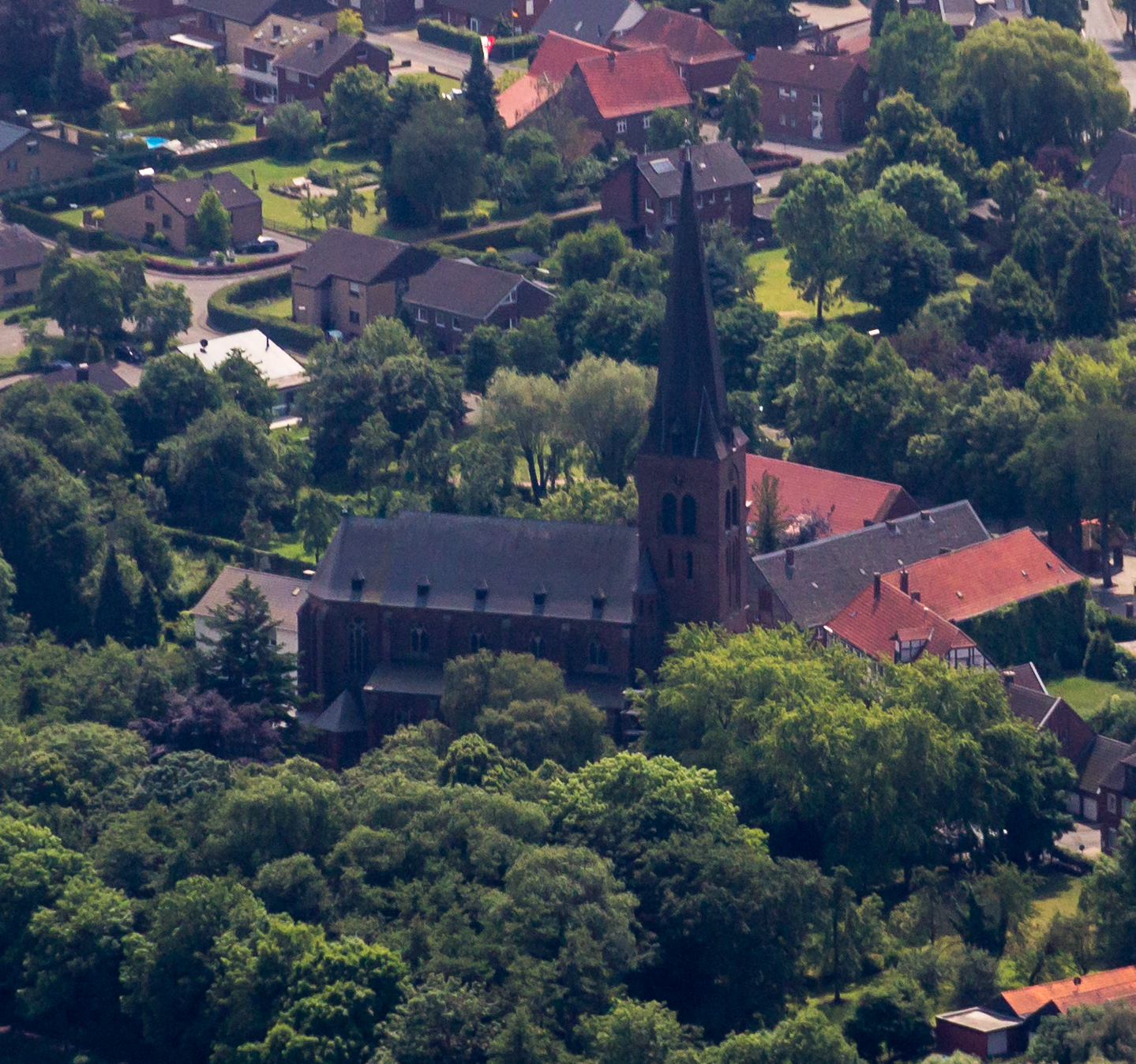
St. Pankratius aus der Luft

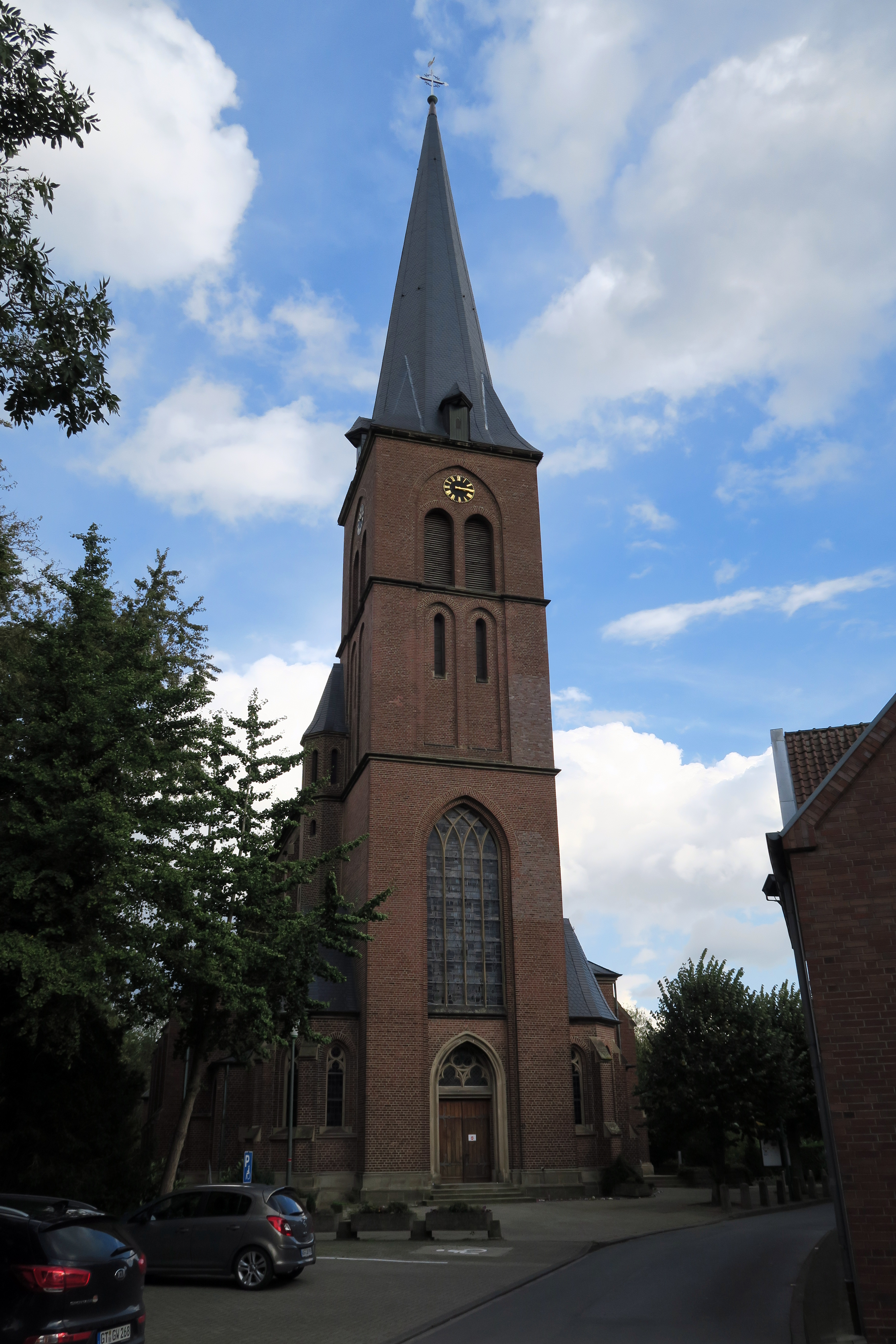
Westseite der Kirche mit Turm

St. Pankratius ist eine römisch-katholische Kirche im Ahlener Ortsteil Vorhelm im Kreis Warendorf. Sie wird von der katholischen Pfarrgemeinde St. Pankratius Vorhelm genutzt. Kirche und Gemeinde gehören zum Bistum Münster.

## Geschichte
Im Jahr 1193 bauten Bewohner des Rittersitzes zu Vorhelm eine private Kirche. Sie wurde dem heiligen Pankratius gewidmet, einem Patron, der bei den Rittern besonders beliebt war. Der Bischof erhob 1193 die Vorhelmer Privatkirche zu einer Pfarrkirche.

### Die Alte Kirche
Es ist unbekannt, wann die „Alte Kirche“ gebaut wurde. Es ist nur bekannt, dass die Kirche 1521 eingeweiht wurde und dass es eine romanische Kirche war. Im Dreißigjährigen Krieg wurde sie von einem Brand zerstört und 1655 wieder eingeweiht.

### Die Neue Kirche
Da die alte Kirche baufällig und auch zu klein geworden war, wurde sie 1891 abgerissen. Am 25. Oktober 1893 wurde die „neue Kirche“ eingeweiht. Sie ist doppelt so lang und doppelt so breit wie die „Alte Kirche“. Sie wurde im neogotischen Stil errichtet.
Der Hochaltar, die Seitenaltäre und die Kanzel der Kirche wurde am 9. Juni 1969 im Zuge von Renovierungsmaßnahmen abgebaut, der Hochaltar steht nun in der St.-Antonius-Kirche in Herten.